# 이동환 (1942년)
이동환(李東煥, 1942년 ~ )은 대한민국의 공무원이다.

## 학력
- 부산상업고등학교 졸업

## 경력
- ~ 1999.07 부산광역시 교통관리과장
- 1999.07 ~ 2000.07 부산광역시 해운대구 부구청장
- 2000.07 ~ 2002.01 부산광역시 금정구 부구청장
- 2000.11 ~ 2001.04 부산광역시 금정구청장 권한대행